# Голландская реформатская церковь в Намибии
Голландская реформатская церковь в Намибии (африк. Nederduitse Gereformeerde Kerk in Namibië) — христианская конфессия в Намибии.
Церковь — один из десяти синодов Голландской реформатской церкви в Южной Африке и единственный за пределами Южной Африки, охватывает всю Намибию, за исключением восточного сектора Каприви.

## История
Церковь начала миссионерскую работу в Намакваленде в 1880-х годах, а первая община в Германской Юго-Западной Африке была основана в 1898 году. Церковь стала автономным образованием в 1957 году, когда состоялся её первый синод. Церковь является членом Совета церквей Намибии с 2000 года.

## Вероучение
Церковь придерживается вселенских символов веры (Апостольского символа веры, Никейского и Афанасьевского символа веры) и трёх форм единства ( Бельгийского исповедания, Гейдельбергского катехизиса и Дортских канонов). Генеральный синод утверждает переводы Библии, литургические формы и гимны.

### Отношение к ЛГБТ
В 2015 году Голландская реформатская церковь в Южной Африке проголосовала за признание однополых союзов.  Это решение не распространялось на Голландскую реформатскую церковь в Намибии, поскольку Намибия не признает однополые отношения. Генеральный синод также постановил рукоположить священнослужителей ЛГБТ и отменить требование целомудрия к ним. Голландская реформатская церковь в Намибии продолжает соблюдать требование безбрачия и заявила, что «обязуется допускать к служению кандидатов в богословы, имеющих однополую сексуальную ориентацию и живущих безбрачно».

## Внешние ссылки
- ngkn.com.na — официальный сайт Голландская реформатская церковь в Намибии